# Phyllomacromia congolica
Phyllomacromia congolica là một loài chuồn chuồn ngô thuộc họ Corduliidae. Nó được tìm thấy ở Cộng hòa Dân chủ Congo, Malawi, Zambia, Zimbabwe, và có thể cả Guinea.